# 西氏真鲨
西氏真鲨（学名：Carcharhinus sealei），是軟骨魚綱真鯊目真鲨科真鲨属一种，被IUCN列為易危保育類動物，分布于印度洋及太平洋西部的热带海域，在印度洋，從南非和馬達加斯加到肯亞的非洲東海岸，往東至巴基斯坦、印度極斯里蘭卡；在西太平洋，在泰國、越南、中國、印尼、新幾內亞以及澳洲北部和西部沿岸，深度0至40公尺。本种由奥地利学者维克托·皮奇曼于1913年描述发表。种加词源自美国学者阿尔文·西尔的姓氏。西尔早在1910年就发表了本种，但是使用了一个已被先占的学名（C. borneensis）。本魚體修長呈流線型，鼻長且尖，眼大呈橢圓形，具有瞬膜，鼻孔旁的皮瓣呈三角形，上唇的皺紋很短，上顎和下顎的兩側通常有12排牙齒，五個鰓縫，背鰭2個，第一背鰭長，呈鐮刀形，後尖短，起於胸鰭後端的上方，第二背鰭較大，其起點稍後於臀鰭的起點，胸鰭呈鐮狀，尾鰭約佔總長度的五分之一，背葉拉長，在靠近尖端的下緣有一個凹口，腹葉較小，明顯呈鐮刀形，尖端更圓，體色背面呈褐色或銀灰色，腹面呈淺灰色，側面有不明顯的淺色條紋。第二背鰭上有一個大的三角形黑點，體長可達1公尺，棲息在大陸棚及島嶼棚，屬肉食性，以硬骨魚、甲殼類及頭足類等為食，胎生，可做為食用魚及遊釣魚。